# 아랍 연맹의 기

아랍 연맹의 기

아랍 연맹의 기는 녹색 바탕에 아랍 연맹의 문장이 새겨진 기로 1945년에 채택되었다.

## 같이 보기
- 아랍 연맹
- 아프리카 연합의 기
- 유럽기
- 유엔기
- 범아랍색